# Chính Hòa
Chính Hòa (chữ Hán giản thể: 政和县, âm Hán Việt: Chính Hòa) là một huyện của địa cấp thị Nam Bình, tỉnh Phúc Kiến. Cộng hòa Nhân dân Trung Hoa. Huyện Chính Hòa có diện tích 1735 km², dân số 220.000 người, mã số bưu chính 353600. Chính quyền nhân dân huyện đóng tại trấn Hùng Sơn. Huyện Chính Hòa được chia thành 5 trấn và 5 hương.
- Trấn: Hùng Sơn, Đông Bình, Thiết Sơn, Trấn Tiền, Thạch Truân.
- Hương: Tinh Khê, Ngoại Truân, Dương Nguyên, Trừng Nguyên, Lĩnh Yêu.